# Vézières
Vézières település Franciaországban, Vienne megyében. Lakosainak száma 346 fő (2022. január 1.). Vézières Lerné, Seuilly, Basses, Beuxes, Bournand és Sammarçolles községekkel határos.

## Népesség
A település népessége az elmúlt években az alábbi módon változott:
| Lakosok száma | 361  | 366  | 368  | 357  | 357  | 357  | 357  | 351  | 346  |
|               | 2013 | 2015 | 2016 | 2017 | 2018 | 2019 | 2020 | 2021 | 2022 |